# South Taft
South Taft ist ein Census-designated place in Kern County, Kalifornien, Vereinigte Staaten. Das U.S. Census Bureau hat bei der Volkszählung 2020 eine Einwohnerzahl von 2.100 ermittelt. South Taft liegt 0,8 km (0,5 Meilen) südlich von Taft, Kalifornien.